# Angel Eyes (telenovela)
Angel Eyes (hangul: 엔젤 아이즈; rr: Enjel Aijeu) é uma telenovela sul-coreana exibida pela SBS de 5 de abril a 15 de junho de 2014, com um total de vinte episódios. É estrelada por Ku Hye-sun, Lee Sang-yoon, Kim Ji-seok e Seungri.

## Enredo
Yoon Soo-wan (Nam Ji-hyun) e Park Dong-joo (Kang Ha-neul) foram o primeiro amor um do outro, mas foram forçados a se separarem devido a circunstâncias familiares dolorosas. Soo-wan, que havia sido cega, eventualmente, passa por uma cirurgia de transplante de córnea que restaura sua visão. 
Doze anos mais tarde, Soo-wan (Ku Hye-sun) trabalha agora no resgate de emergência e está noiva de um neurocirurgião, Kang Ji-woon (Kim Ji-seok), enquanto Dong-joo (Lee Sang-yoon) é um cirurgião. Ambos se reencontram enquanto o quebra cabeça de seu passado vem a tona.

## Elenco

### Elenco principal
- Ku Hye-sun como Yoon Soo-wan
  - Nam Ji-hyun como Yoon Soo-wan (jovem)
- Lee Sang-yoon como Park Dong-joo
  - Kang Ha-neul como Park Dong-joo (jovem)
- Kim Ji-seok como Kang Ji-woon
- Jung Jin-young como Yoon Jae-beom
- Gong Hyung-jin como Ki Woon-chan
- Seungri como Teddy Seo
- Hyun Jyu-ni como Cha Min-soo
  - Shin Hye-sun como Cha Min-soo (jovem)

### Elenco de apoio
Hospital de Seyoung
- Jung Ae-ri
- Kim Ho-chang como Moon Je-ha
- Seo Dong-won como Kim Ho-jin
- Park Jin-joo como Kim Yoon-jung
- Lee Seung-hyung como Sung Hyun-ho

Posto de bombeiros de Seyoung
- Kim Seung-wook como Joo Tae-sub
- Sung Chang-hoon como Park Chang-hyun
- Lee Ha-yool como Kim Jin-soo

Elenco estendido
- Kwon Hae-hyo como Kim Woo-chul
- Kim Yeo-jin como Yoo Jung-hwa
- Seo Tae-hwa como Park Hyung-shik
- Yoon Ye-joo como Park Hye-joo
- Shin Young-jin como Han Woo-jung
- Jung Ji-hoon as Ki Jin-mo

## Recepção
Na tabela abaixo, os números azuis representam as audiências mais baixas e os números vermelhos representam as audiências mais elevadas.
| Episódio | Data de transmissão | Audiência média | Audiência média              | Audiência média | Audiência média              |
| Episódio | Data de transmissão | TNmS Ratings    | TNmS Ratings                 | AGB Nielsen     | AGB Nielsen                  |
| Episódio | Data de transmissão | Em todo o país  | Região Metropolitana de Seul | Em todo o país  | Região Metropolitana de Seul |
| -------- | ------------------- | --------------- | ---------------------------- | --------------- | ---------------------------- |
| 1        | 5 de abril de 2014  | 7.3%            | 8.4%                         | 10.3%           | 10.9%                        |
| 2        | 6 de abril de 2014  | 7.5%            | 8.3%                         | 6.6%            | 7.6%                         |
| 3        | 12 de abril de 2014 | 8.9%            | 10.2%                        | 8.8%            | 9.7%                         |
| 4        | 13 de abril de 2014 | 7.9%            | 9.7%                         | 8.0%            | 8.3%                         |
| 5        | 26 de abril de 2014 | 10.2%           | 12.4%                        | 10.8%           | 12.1%                        |
| 6        | 27 de abril de 2014 | 11.1%           | 13.5%                        | 11.9%           | 13.4%                        |
| 7        | 3 de maio de 2014   | 10.2%           | 11.8%                        | 10.4%           | 12.1%                        |
| 8        | 4 de maio de 2014   | 10.4%           | 12.3%                        | 10.3%           | 11.6%                        |
| 9        | 10 de maio de 2014  | 10.9%           | 12.1%                        | 9.9%            | 11.1%                        |
| 10       | 11 de maio de 2014  | 11.1%           | 14.0%                        | 10.4%           | 12.0%                        |
| 11       | 17 de maio de 2014  | 10.4%           | 12.1%                        | 8.7%            | 9.3%                         |
| 12       | 18 de maio de 2014  | 9.8%            | 11.4%                        | 9.6%            | 10.7%                        |
| 13       | 24 de maio de 2014  | 9.1%            | 10.6%                        | 9.1%            | 10.0%                        |
| 14       | 25 de maio de 2014  | 8.6%            | 10.1%                        | 9.2%            | 10.7%                        |
| 15       | 31 de maio de 2014  | 8.7%            | 10.7%                        | 9.2%            | 10.5%                        |
| 16       | 1 de junho de 2014  | 7.6%            | 8.2%                         | 8.1%            | 9.6%                         |
| 17       | 7 de junho de 2014  | 8.7%            | 10.0%                        | 8.0%            | 8.4%                         |
| 18       | 8 de junho de 2014  | 8.7%            | 9.8%                         | 8.7%            | 9.8%                         |
| 19       | 14 de junho de 2014 | 8.9%            | 11.0%                        | 8.6%            | 10.0%                        |
| 20       | 15 de junho de 2014 | 9.1%            | 10.7%                        | 8.9%            | 10.5%                        |
| Média    | Média               | 9.3%            | 10.9%                        | 9.1%            | 10.2%                        |

## Prêmios e indicações
| Ano  | Premiação                               | Categoria                                     | Recipiente                 | Resultado |
| ---- | --------------------------------------- | --------------------------------------------- | -------------------------- | --------- |
| 2014 | Seoul International Youth Film Festival | Melhor Ator Jovem                             | Kang Ha-neul               | Indicado  |
| 2014 | SBS Drama Awards                        | Prêmio de Excelência, Ator em Drama Especial  | Lee Sang-yoon              | Indicado  |
| 2014 | SBS Drama Awards                        | Prêmio de Excelência, Atriz em Drama Especial | Ku Hye-sun                 | Indicado  |
| 2014 | SBS Drama Awards                        | Prêmio Especial, Ator em Drama Especial       | Kim Ji-seok                | Indicado  |
| 2014 | SBS Drama Awards                        | Melhor Nova Estrela                           | Kang Ha-neul               | Venceu    |
| 2014 | SBS Drama Awards                        | Prêmio de Melhor Casal                        | Lee Sang-yoon & Ku Hye-sun | Indicado  |

## Transmissão internacional
- Nas Filipinas, Angel Eyes foi exibida pela ABS-CBN, entre 29 de setembro a 5 de dezembro de 2014, reeditado em cinquenta episódios.[5]
- No Vietnã, foi ao ar pelo canal VTVCab7-D Drama a partir de 13 de junho de 2015.
- No Japão, sua exibição ocorreu pelo canal a cabo KNTV de setembro a dezembro de 2015.[6]
- Na Malásia, foi ao ar pela Wah Lai Toi a partir de 23 de abril de 2016.
- Na Tailândia, sua exibição ocorreu pela 3SD (uma rede da emissora Channel 3), a partir de 6 de setembro de 2016.